# AmeriTRAM
ameriTRAM（アメリトラム）は、日本の鉄道車両メーカーである近畿車輛が開発した路面電車車両の名称。アメリカ合衆国向けに設計された超低床電車で、架線が設置されていない区間でも充電池に貯めた電気で走行可能な部分架線レスシステム「e-Brid」を搭載する。2010年の量産先行車製造当初はLFX-300と呼ばれていた。

## 開発までの経緯
ボストンのマサチューセッツ湾交通局向けの電車を1986年に製造して以降、近畿車輛はアメリカ合衆国における路面電車・ライトレール向け車両市場において高いシェアを維持し続けていた。その中でも特に多く製造されていたのは、両端の動力台車を除いた車内の70％が低床構造である部分超低床電車であった。一方、アメリカにおけるライトレールやストリートカーは需要と共に増加の一途をたどる一方、都市の景観保護や地上設備の簡素化のため一部区間で架線の設置を避ける、環境に優しい省エネ化を目指すなど車両や施設に関する要望も多様化を見せ始めていた。そこで近畿車輛はアメリカの現地子会社である近畿車輛アメリカと共に新機軸の車両を開発した。これがameriTRAMである。

## 概要

### 構造
営業先行車として製造された最初の車両は動力台車を有する先頭車体（A車、B車）が台車がないフローティング構造の中間車体（C車）を挟み込む3車体連接式となっており、顧客の要望に応じて5車体、7車体に編成を伸ばす事も可能である。台車を4軸独立車輪方式とする事で先頭車体も低床化され、車内の全て（100％）が低床構造となっている。
車内の座席配置は先頭車体がクロスシート、中間車体がロングシートとなっており、中間車体の腰掛下部には後述のリチウムイオン充電池が搭載されている。乗降扉はプラグドアで、先頭車体は片開き、中間車体は両開きである。
アメリカにおける厳しい安全基準に適合させるため、ニュージャージー・トランジット向け車両やフェニックス向け車両と同様、専用アルミ形材の連続壁面座屈を利用する衝撃吸収構造が車端台枠の長手方向に直並列に配置されている。また、充電池を搭載する関係から冷却のための通気口が中間車体下部に存在するが、台枠や構体の形状に工夫を加える事で強度が確保されている。
先に述べた通り、100％低床構造を実現させるため台車（電動台車）は車軸が無い4軸独立車輪を用いられる。主電動機は1台車につき2基搭載され、制動装置として油圧式ディスクブレーキと非常用の電磁吸着ブレーキが設置される。また、2次ばね装置として油圧サスペンションを使用する事で床面高さの正確な制御が可能となっているほか、エアコンプレッサーが省略され機器構造の簡素化が実現している。制御装置、補助電源装置、空調装置などの電気機器は屋根上に設置されている。

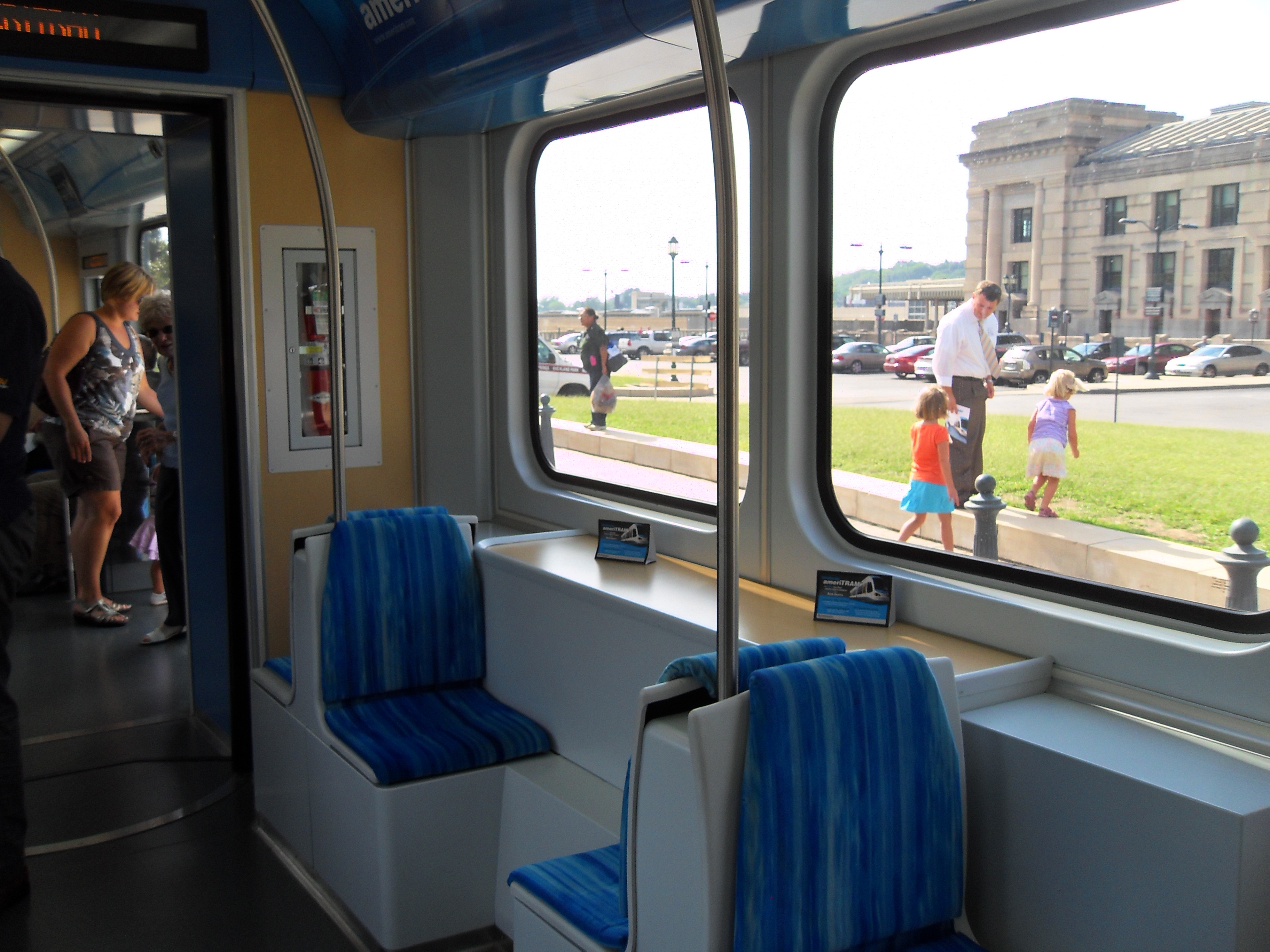
車内

### e-Brid
ameriTRAM最大の特徴である「e-Brid」は、主要機器として電動機、制御装置、補助電源装置に加えリチウムイオン充電池と充放電制御装置を搭載した、架線がない区間でも走行可能な部分架線レスシステムである。電化区間では集電装置（シングルアーム式パンタグラフ）から給電された電力が制御装置や補助電源装置に加え、充放電制御装置により降圧された上でリチウムイオン充電池へと流れ充電が行われる一方、非電化区間（架線レス区間）では充電池に蓄積された電気が接触器を介して制御装置や補助電源装置へと流れる。制動装置に回生ブレーキを搭載しており、満充電時を除いて回収した電力は充電池へ蓄えられる。これにより、AmeriTRAMは充電池を用いて最大8 kmまで走行可能である。
この充電池モジュールにはジーエス・ユアサコーポレーションと近畿車輛が共同で開発を手掛けた「LIM30H-8A」形が用いられ、中間車体に左右12個ずつ、計24個が搭載されている。モジュール外装部品に絶縁性が高い樹脂材料を用いることで小型化・軽量化が実現している他、強制冷却方式に対応しており効率的な空冷が可能となっている。また電池監視装置が搭載されており、全セル電圧やモジュール温度などの情報は充電器や車両管理システムへ逐一送信される。モジュールの主な仕様は以下の通りである。
| LIM30H-8A リチウムイオン充電池 | LIM30H-8A リチウムイオン充電池 |
| ------------------------------ | ------------------------------ |
| 公称電圧                       | 28.8V                          |
| 動作電圧範囲                   | 23.2-33.2V                     |
| 公称容量                       | 30Ah                           |
| 連続通電電流                   | 100A                           |
| 最大許容電流                   | 600A                           |
| 重量                           | 20kg                           |

## 試験走行
2010年に試作車となる3車体連接車が完成し、まず同年5月から日本の近畿車輛工場内の試験線を用いた試験走行が実施された。翌2011年1月にノースカロライナ州シャーロットで公開が行われて以降はダラス、シンシナティ、ワシントンD.C.など各都市で展示やデモンストレーション走行が実施された。これらを始め興味を示した都市は複数存在したが、最終的には後述する他企業の超低床電車が導入されており、2019年の時点で"AmeriTRAM"の量産およびアメリカ合衆国の都市への導入は行われていない。

## 関連形式
- その他の近畿車輛製リチウムイオン充電池搭載鉄道車両

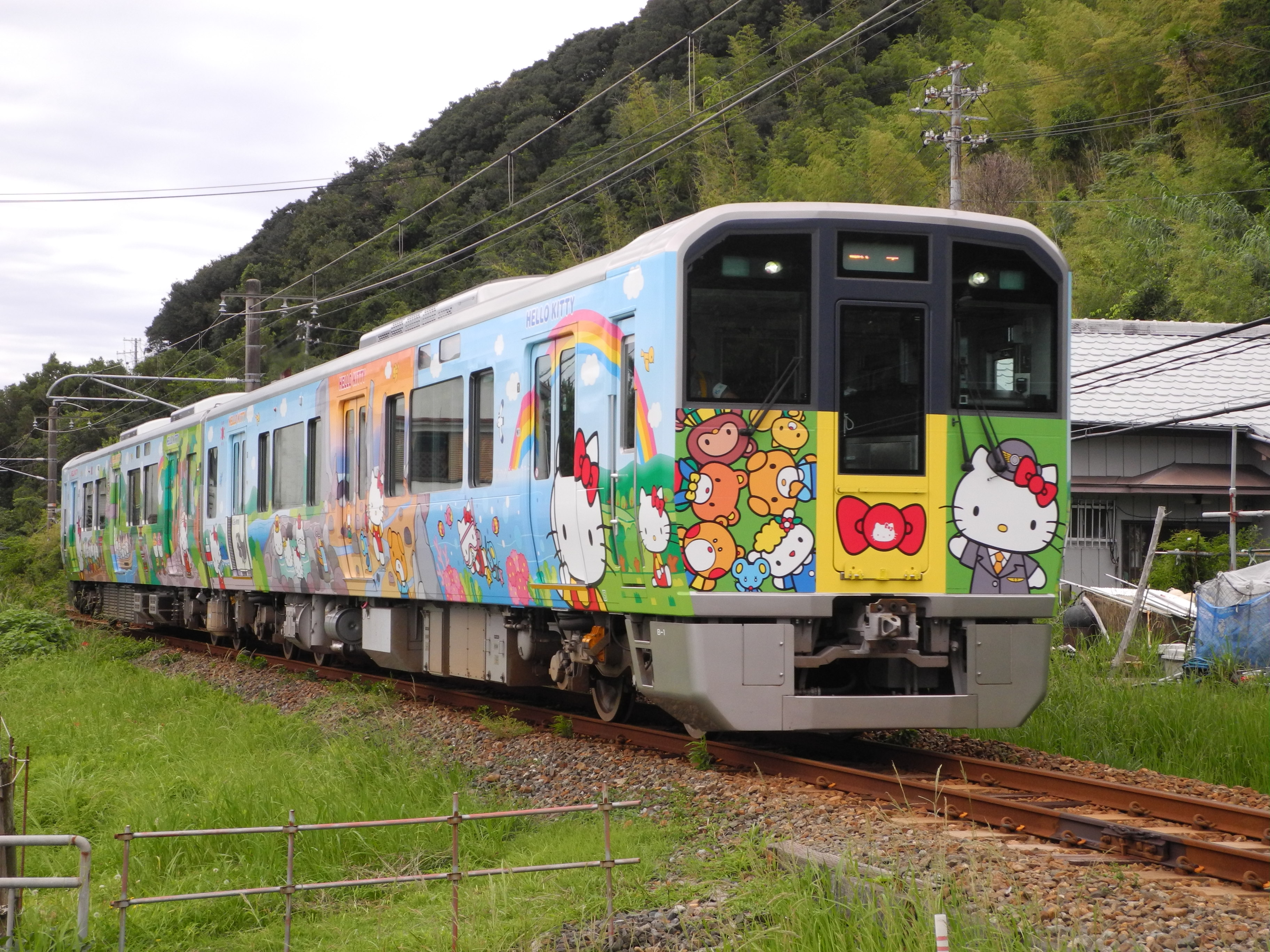
Smart BEST ameriTRAMの技術を基に開発された、エンジン発電機によって充電が行われる鉄道線向け車両。ジーエス・ユアサコーポレーション製のLIM30H-8A形充電池を搭載する[15][16]。

- 日本における充電池搭載超低床電車（試験車両）

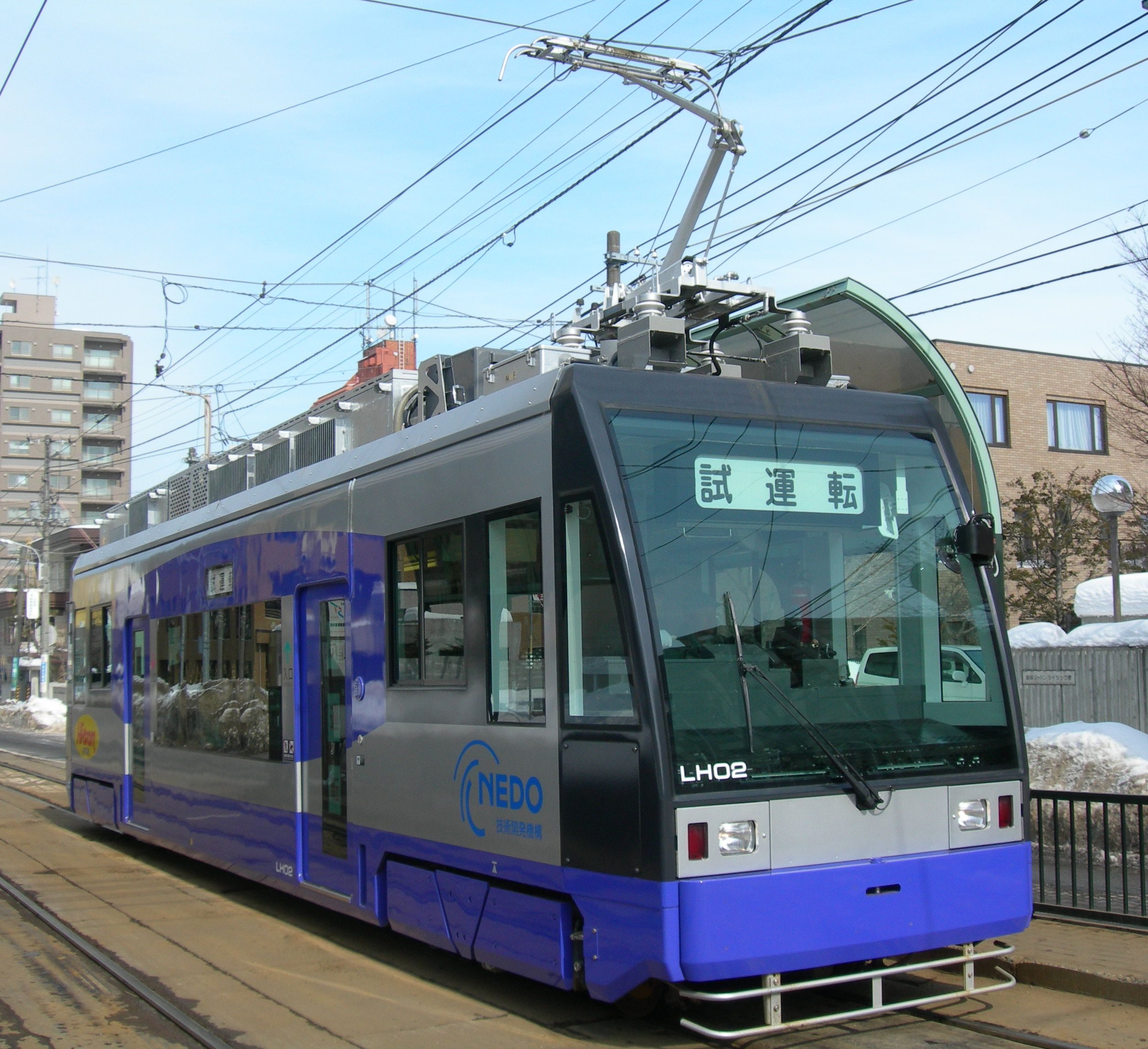
鉄道総研LH02形電車 鉄道総合技術研究所（鉄道総研）が開発した路面電車車両。ameriTRAMと同様にジーエス・ユアサコーポレーション製のリチウムイオン充電池を搭載するが、回路の構成は異なる[17][18]。
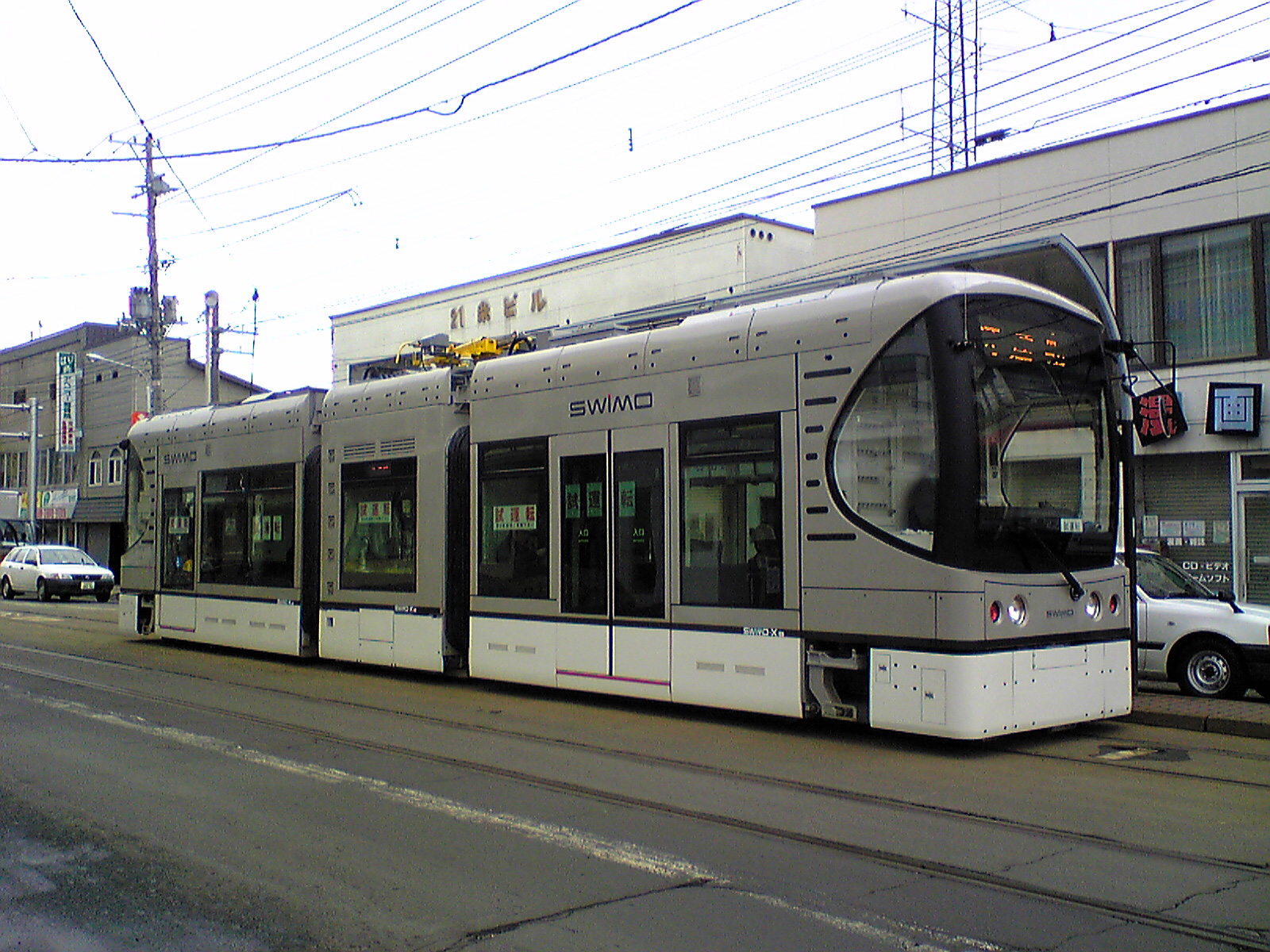
SWIMO 川崎重工業が製造した路面電車車両。同社が独自に開発したニッケル・水素蓄電池の「ギガセル」を搭載する[12][13]。

- その他企業によるアメリカ合衆国向け充電池搭載超低床電車

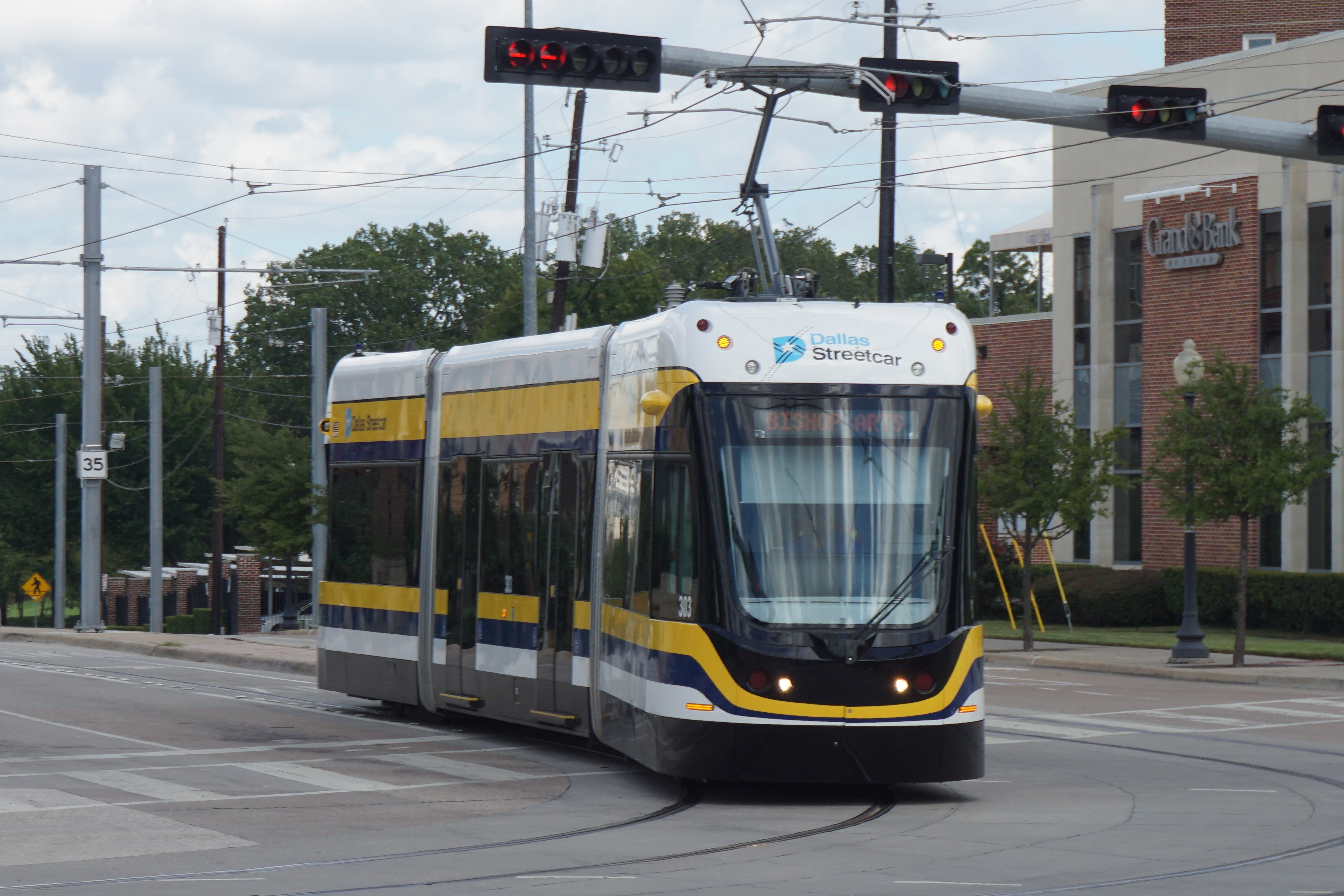
リバティ ブルックビル・エクイップメント・コーポレーション（英語版）が製造する超低床電車。リチウムイオン充電池方式、スーパーキャパシタ方式に対応している[14]。
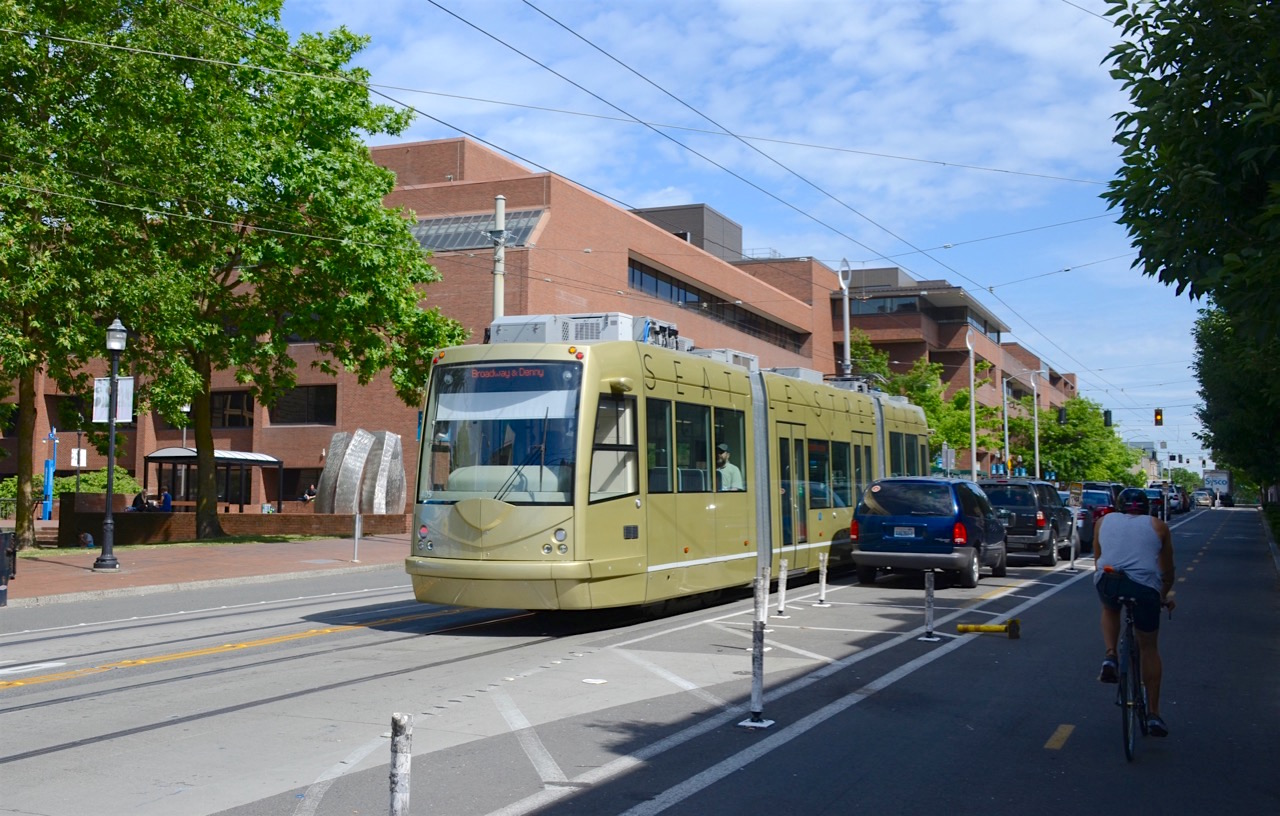
イネコン 121 トリオ イネコン・トラムが製造する超低床電車。充電池を搭載しており非電化区間での走行も可能である[19]。